# حزب دموکراتیک ارمنستان
حزب دموکراتیک ارمنستان (ارمنی: Հայաստանի Դեմոկրատական Կուսակցություն؛ انگلیسی: Democratic Party of Armenia) که در زبان ارمنی «هایاستانی دموکراتاکان کوساکتسوتیو» نامیده می‌شود از جمله احزاب سوسیال-دموکرات ارمنستان است که توسط «آرام گاسپار سارگسیان» در سال ۱۹۹۱ میلادی بنیان نهاده شده است.

ریشه‌های تفکر چپ‌گرایانهٔ حزب دموکراتیک ارمنستان را باید ناشی از اندیشه‌های عمیق کمونیستی سارگسیان به عنوان آخرین دبیر اول حزب کمونیست ارمنستان در دوران اتحاد جماهیر شوروی دانست. 
این حزب پیشتر از نظر ایدئولوژیک به حزب داشناکسوتیون نزدیک بود ولی در حال حاضر به صورت مستقل در انتخابات شرکت می‌کند.